# Piazza della Repubblica (Napoli)
Piazza della Repubblica è una piazza di Napoli.

## Descrizione

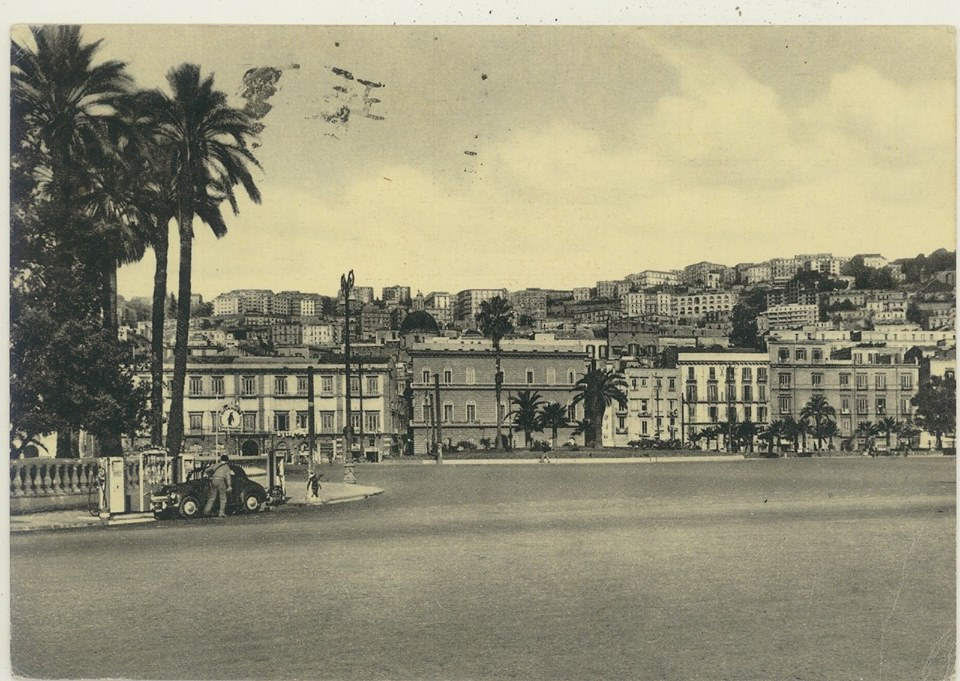
La piazza negli anni Cinquanta

È una delle piazze che sfociano sul lungomare della città ed è caratterizzata dal monumento alle Quattro Giornate di Napoli progettato da Marino Mazzacurati, che vinse il concorso per la sua costruzione nel 1964, ed inaugurato il 14 giugno 1969. L'opera è costituita da quattro grandi pannelli scolpiti in pietra, che ricordano le Quattro Giornate, ed è erroneamente indicata come il monumento allo scugnizzo. ll "monello di strada partenopeo", infatti, non fu l'unico protagonista della rivolta del settembre 1943 contro i soldati tedeschi, ma vi partecipò insieme a tutti gli altri insorti.

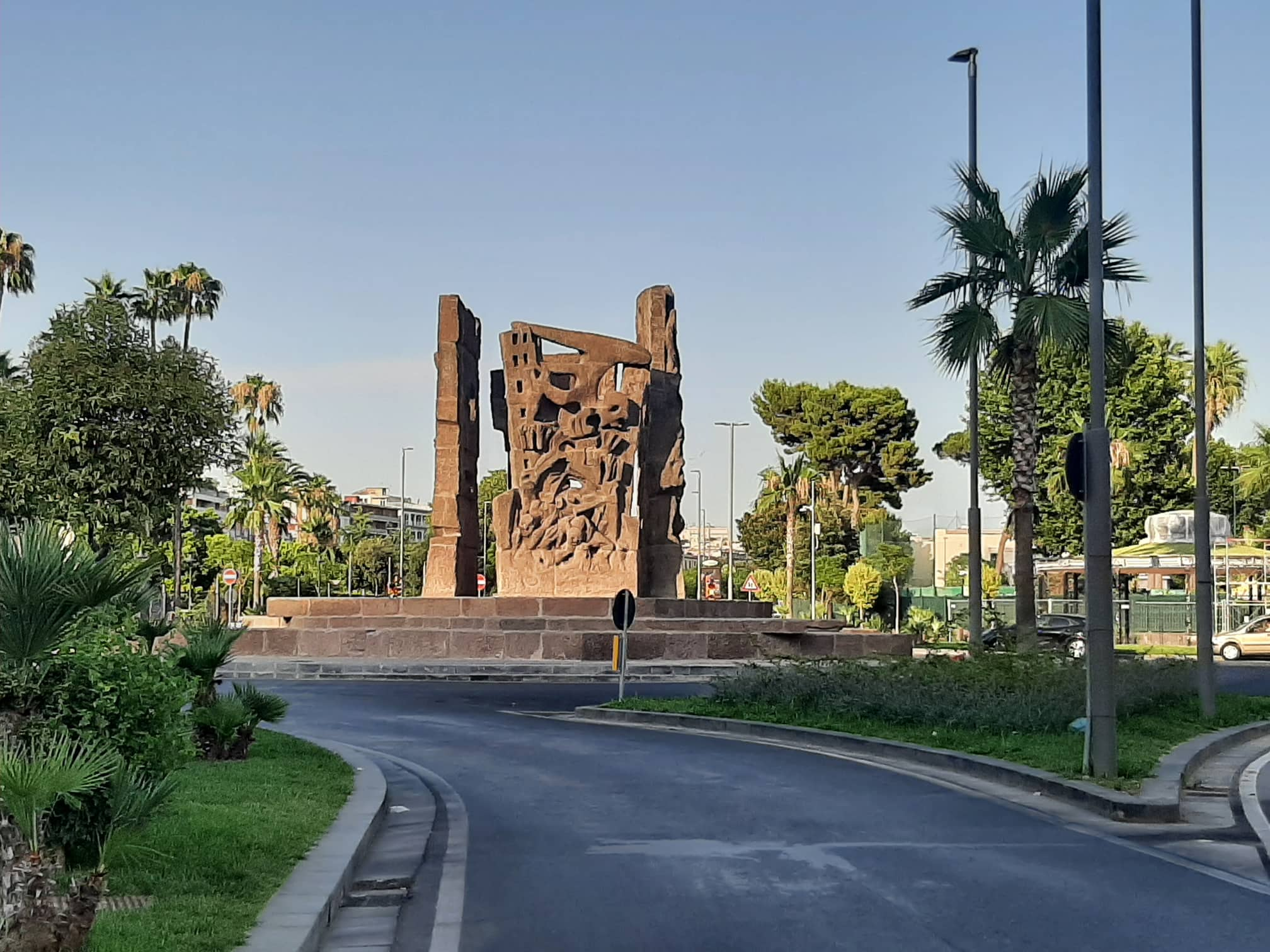
Particolare della piazza con il monumento alle Quattro Giornate di Napoli.

A sud ovest della piazza, tra via Caracciolo e viale Gramsci sorge il palazzo del consolato statunitense costruito nel dopoguerra al posto del Grand Hotel, fondato nel 1880 e andato distrutto durante la seconda guerra mondiale.
Inoltre è visibile dalla piazza il Palazzo Bovino, la cui facciata in stile neorinascimentale è di Giuseppe Pisanti.

## Trasporti
- Stazione metropolitana  Arco Mirelli.